# 渝州
渝州（ゆしゅう）は、中国にかつて存在した州。隋代から北宋にかけて、現在の重慶市中西部に設置された。

## 魏晋南北朝時代
南朝梁の蕭紀（皇位僭称552年-553年）により設置された楚州を前身とする。

## 隋代
581年（開皇元年）、隋により楚州は渝州と改められ、3郡3県を管轄した。583年（開皇3年）、隋が郡制を廃すると、渝州の属郡の巴郡・七門郡・涪陵郡は廃止された。607年（大業3年）に州が廃止されて郡が置かれると、渝州は巴郡と改称され、下部に3県を管轄した。隋代の行政区分に関しては下表を参照。
| 州 | 渝州 | 渝州   | 渝州   | 郡 | 巴郡               |
| 郡 | 巴郡 | 七門郡 | 涪陵郡 | 県 | 巴県 江津県 涪陵県 |
| 県 | 巴県 | 江陽県 | 漢平県 | 県 | 巴県 江津県 涪陵県 |

## 唐代以降
618年（武徳元年）、唐により巴郡は渝州と改められた。742年（天宝元年）、渝州は南平郡と改称された。758年（乾元元年）、南平郡は渝州の称にもどされた。渝州は山南西道に属し、巴・江津・万寿・南平の4県を管轄した。
1102年（崇寧元年）、北宋により渝州は恭州と改称された。1189年（淳熙16年）、南宋により恭州は重慶府に昇格した。